# Victor Fleetwood
Victor Fleetwood (i riksdagen kallad Fleetwood i Kasimirsborg), född 19 juli 1804 i Loftahammars församling, Kalmar län, död 3 februari 1879 i Gamleby församling, Kalmar län, var en svensk friherre och riksdagspolitiker.
Fleetwood var överstelöjtnant vid Smålands husarregemente. Han var ledamot av riksdagens första kammare.